# ریچارد ساکای
ریچارد ساکای (انگلیسی: Richard Sakai؛ زادهٔ ۲۸ ژانویهٔ ۱۹۵۴) یک کارگردان اهل ایالات متحده آمریکا است.